# Noël Burch
Noël Burch (San Francisco, 22 gennaio 1932) è un critico cinematografico statunitense.

## Biografia
Trasferitosi in Francia in giovane età, è famoso per il suo apporto di termini comunemente usati da studiosi di cinema (come il Metodo di Rappresentazione Istituzionale MRI e per le sue teorie pubblicate in libri come Theory of Film Practice o La lucarne de L'Infini).
L'Importante contributo di Burch alla storia della critica cinematografica non è la sua definizione di tropi sui classici film di Hollywood, che erano già stati formulati, ma piuttosto la sua attenzione sul cinema delle origini. Lì ha identificato una serie di stili di film che ha identificato come la Primitive Mode of Representation (PMR). In tal modo ha trovato quello che pensava fosse un cinema "puro", quello non contaminato da ciò che considerava l'ideologia borghese.
La sua teoria del Film Practice è una delle opere chiave del canone della critica cinematografica occidentale.

## Filmografia
- Correction, Please or How we got into pictures (1979)
- The Year of the Bodyguard (1981)
- Red Hollywood (1990)
- Sentimental Journey (1994)
- Cuba entre chien et louve (1997)
- Marie Marvingt, la Fiancée du danger (2005)[1]
- The Forgotten Space (2011)